# ستيفن بيرك
ستيفن بيرك (بالإنجليزية: Steven Burke) مواليد 4 مارس 1988 في لانكشر، إنجلترا، هو دراج إنجليزي. شارك في دورة الألعاب الأولمبية الصيفية وفاز بميدالية أولمبية.

## الميداليات
| الميدالية | المسابقة                       |
| --------- | ------------------------------ |
| برونزية   | الألعاب الأولمبية الصيفية 2008 |
| ذهبية     | الألعاب الأولمبية الصيفية 2012 |
| فضية      | دورة ألعاب الكومنولث 2014      |

## روابط خارجية
- ستيفن بيرك على موقع الاتحاد الدولي للدراجات (الإنجليزية)
- ستيفن بيرك على موقع أرشيف الدراجات (الإنجليزية)
- ستيفن بيرك على موقع إحصائيات الدراجات الإحترافية (الإنجليزية)
- ستيفن بيرك على موقع CycleBase (الإنجليزية)
- ستيفن بيرك على موقع اللجنة الأولمبية الدولية (الإنجليزية)
- ستيفن بيرك على موقع أوليمبيديا (الإنجليزية)
- ستيفن بيرك على موقع اللجنة الأولمبية البريطانية (الإنجليزية)
- ستيفن بيرك على موقع اتحاد ألعاب الكومنولث (مؤرشف) (الإنجليزية)